# Borana
Borana – subetniczna grupa Oromów zamieszkująca południową Etiopię i północną Kenię. Posługują się dialektem języka oromo, nazywanym oromo południowym. Są jednymi z ostatnich grup etnicznych, które używają podziału na klasy pokoleniowe zwane gadaa. Ich język jest na tyle inny, że jest niezrozumiały dla innych grup Oromów. Ich populację szacuje się na ponad 1,5 miliona. 
Borana są tradycyjnie ludem koczowniczym i pasterskim, ich byt zależy wyłącznie od zwierząt. Hodują głównie bydło, ale także kozy, wielbłądy i owce. Częstym problem Borana są susze i konflikty etniczne o dostęp do wody.